# Mihael Psel
Mihael Psel (grčki Μιχαήλ Ψελλός, Mikhaēl Psellos) bio je bizantski redovnik, pisac, filozof, političar i povjesničar. Rođen je najvjerojatnije u Carigradu, 1017. ili 1018. te se vjeruje da je umro 1078., ali je moguće da je živio do 1096. Njegovo je krsno ime bilo Konstantin, ali je uzeo ime Mihael kad je postao redovnik, dok je Psel nadimak, koji znači „mucavac”.
Mihael je bio obrazovan u Carigradu. Kad je imao deset godina, poslan je izvan Carigrada te je radio kao tajnik jednog suca, kako bi pomogao obitelji da skupi novac za sestrin miraz. Nakon sestrine smrti, Mihael se vratio u Carigrad kako bi nastavio obrazovanje. Učitelj mu je bio pjesnik Ivan Mauropous te je Mihael u to doba upoznao Konstantina (kasnije patrijarh Konstantin III. Lihud) i Ivana (kasnije patrijarh Ivan VIII. Carigradski). Neko je vrijeme Mihael sam radio kao sudac, a kasnije je postao savjetnik bizantskog cara Konstantina IX. Monomaha, na kraju čije je vladavine ušao u manastir Olimp u Bitiniji, 1054. Nakon smrti cara Konstantina, Mihaela je na dvor pozvala carica Teodora III. te je on postao politički savjetnik još nekoliko careva. Nije poznato kada je točno Mihael umro.
Najpoznatije Mihaelovo djelo je Chronographia, u kojoj je opisao bizantske careve tijekom stoljeća u kojem je živio.